# Campylopus sharpii
Campylopus sharpii là một loài rêu trong họ Dicranaceae. Loài này được J.-P. Frahm, D.G. Horton & Vitt mô tả khoa học đầu tiên năm 1979.